# Törning
Törning (dänisch Tørning geschrieben) ist eine ehemalige Burg im dänischen Nordschleswig, etwa 15 km westlich von Hadersleben und etwa 5 km östlich von Vojens unweit des Kirchdorfs Hammeleff. Der einstige Burgwall ist noch vorhanden. Überregional bekannt ist Törning (hier „Dorning“ genannt) als Schauplatz der Novelle Ein Fest auf Haderslevhuus von Theodor Storm.

## Geschichte
Törning entstand im Hochmittelalter als landesherrliche Burg. Als Sitz eines königlich-herzöglichen Lehnsmanns war die Burg das Verwaltungszentrum für mehrere Harden im äußersten Nordwesten Schleswigs. Um 1340 wurde die Burg an Claus Limbek und dessen Nachkommen verpfändet, in deren Nachfolge zu Beginn des 15. Jahrhunderts an die Familie Ahlefeldt. 1394 wurde dem Herrn auf Törning die gesamte Gramharde verpfändet, 1421 zusätzlich die drei nordwestlichen Harden. Erst 1494 schaffte es König Johann, Törning einschließlich der vier Harden wieder in seinen Besitz zu bringen, indem er es gegen das Schloss Gelting in Angeln und das südholsteinische Haseldorf mit allen zugehörigen Besitzungen eintauschte.
Nachdem Törning seine strategische Bedeutung verloren hatte, wurde die Burg in der Regierungszeit Friedrichs I. aufgegeben. Zwar wurde das Törninglehn noch eine Zeit lang als eigenständiger Distrikt genannt, jedoch in zunehmendem Maße mit dem Amt Hadersleben vereinigt. Als sich Herzog Johann der Ältere ab 1560 sein neues Residenzschloss Hansburg nahe der Stadt Hadersleben erbauen ließ, verlor Törning jede Bedeutung. 1610 wurde auch das Vorwerk abgewickelt. Der südlich des Amtes gelegene Streubesitz aus der Adelszeit blieb als Exklave beim Amt Hadersleben und wurde der Vogtei Bollersleben zugeteilt.
Erhalten blieb der Name Törninglehn bis weit ins 20. Jahrhundert als Propstei. Diese umfasste – nicht ganz identisch mit dem historischen Territorium – jenes Gebiet des schleswigschen Amtes Hadersleben, das zum Bistum Ripen gehörte.

## Heute
Törning blieb ein kleiner Wohnplatz in der Kirchspielsgemeinde Hammeleff. Immerhin blieb der Ort Dingstätte der Gramharde. Im 19. Jahrhundert wurde sogar ein eigenes Dinggerichtsgebäude errichtet. Der noch immer eindrucksvolle Schlosswall wird seit den 1850er Jahren durch eine Straße geteilt. Am Fuß desselben liegt die teilweise als Heimatmuseum eingerichtete historische Wassermühle. Der Schlosswall wurde in der Kaiserzeit als Arboretum eingerichtet, wovon noch einige sehr eindrucksvolle Baumgestalten zeugen. Nördlich des Schlosswalls liegt der Hof Törninggaard in der Nachfolge des früheren Vorwerks. Mit den historischen Gebäuden, dem Mühlenteich und dem umgebenden Wald ist Törning ein idyllisches Ausflugsziel geblieben.

## Trivia
Törning ist Schauplatz der Novelle Ein Fest auf Haderslevhuus von Theodor Storm.
Als Törninglehn-Turm bezeichnet man hohe achtseitige Kirchturmspitzen mit vier Dreiecksgiebeln aus gotischer Zeit. Diese sind im übrigen Dänemark und Schleswig ziemlich selten, kommen im Bereich der alten Propstei Törninglehn aber häufig vor. Markante Beispiele sind die Kirchen von Arrild, Brøns, Spandet und Vodder.